# Casey Bill Weldon
Pour les articles homonymes, voir Weldon.
Casey Bill Weldon (né Will Weldon) est un chanteur et guitariste noir américain né le 10 juillet 1909 à Pine Bluff en Arkansas.
Au cours de sa carrière très diverse, il fut l'un des plus grands représentants de la guitare "Hawaiienne".
Sa carrière débuta en 1927 et il enregistra pour une variété de labels tels que Champion, Vocalion et Bluebird. Weldon parti pour la côte Ouest dans les années 1940 et quitta le monde de la musique 20 ans après. Il partit pour Détroit où il mourut dans les années 1960.
Longtemps considéré comme ayant été marié à Memphis Minnie dans les années 1920, il est aujourd'hui admis que ce mari était en réalité un musicien du Memphis Jug Band, Will Weldon, né vers 1905 et mort en 1934.